# 1991 CN
1991 CN är en asteroid i huvudbältet som upptäcktes den 5 februari 1991 av de båda japanska astronomerna Masaru Arai och Hiroshi Mori vid Yorii-observatoriet i Japan.
Asteroiden har en diameter på ungefär 4 kilometer.